# (6851) 1981 RO1
(6851) 1981 RO1 là một tiểu hành tinh vành đai chính. Nó được phát hiện bởi Henri Debehogne ở Đài thiên văn La Silla ở Chile ngày 1 tháng 9 năm 1981.